# Стохастическое исчисление Ито

Интеграл Ито (голубой) от броуновского движения (красный) относительно самого себя, то есть и подынтегральный процесс, и интегратор равны. Оказывается, что.

Исчисление Ито — математическая теория, обобщающая методы математического анализа для применения к случайным процессам, таким как броуновское движение (см. также винеровский процесс). Названа в честь создателя, японского математика Киёси Ито. Часто применяется в финансовой математике и теории стохастических дифференциальных уравнений. Центральным понятием этой теории является интеграл Ито:
{\displaystyle Y_{t}=\int \limits _{0}^{t}H_{s}\,dX_{s},}
где {\displaystyle H_{s}} — процесс, локально интегрируемый с квадратом и адаптированный под фильтрацию, порождённую процессом {\displaystyle X_{s}}, который, в свою очередь, является броуновским движением или, в более общей формулировке, полумартингалом. Можно показать, что к траекториям броуновского движения неприменимы стандартные методы интегрального исчисления. В частности, броуновское движение не является дифференцируемой функцией ни в одной точке траектории и имеет бесконечную вариацию по любому временному интервалу. Таким образом, интеграл Ито не может быть определен в смысле интеграла Римана — Стилтьеса. Однако, интеграл Ито можно определить корректно, если подынтегральная функция {\displaystyle H_{s}} является адаптированным процессом, то есть её значение в момент времени {\displaystyle t} зависит только от информации, доступной до этого момента времени.
Поведение стоимости акций и других финансовых активов можно промоделировать такими стохастическими процессами, как броуновское движение или более часто применяющееся геометрическое броуновское движение (см. также модель Блэка — Шоулза). В этом случае стохастический интеграл Ито представляет собой прибыль от непрерывной во времени рыночной стратегии, в которой в момент времени {\displaystyle t} у участника рынка имеется {\displaystyle H_{t}} ценных бумаг. В такой ситуации условие адаптированности процесса {\displaystyle H} соответствует необходимому ограничению модели, заключающемуся в том, что рыночную стратегию в каждый момент времени можно основывать только на имеющейся в данный момент информации. Это условие предотвращает возможность поступления неограниченной прибыли посредством очень частой торговли, покупки акций перед каждым подъёмом стоимости и их продажи перед каждым падением. Более того, условие адаптированности подынтегрального процесса обеспечивает корректность определения стохастического интеграла как предела римановых сумм.
Примеры важных результатов теории Ито — формула интегрирования по частям и формула Ито (формула замены переменной в интеграле). Эти формулы отличаются от классических формул анализа наличием слагаемых, соответствующих квадратичной вариации.

## Обозначения
Определённый выше интеграл {\displaystyle Y} процесса {\displaystyle H} относительно процесса {\displaystyle X}, равный
{\displaystyle Y_{t}=\int \limits _{0}^{t}H\,dX\equiv \int \limits _{0}^{t}H_{s}\,dX_{s},}
также является стохастическим процессом, зависящим от времени {\displaystyle t} и иногда записывающимся как {\displaystyle H\cdot X}.
Альтернативным способом записи интеграла {\displaystyle Y} является дифференциальная форма {\displaystyle dY=HdX} и её эквивалентный вариант {\displaystyle Y-Y_{0}=H\cdot X}.
Поскольку исчисление Ито изучает непрерывные стохастические процессы, предполагается, что определено вероятностное пространство с фильтрацией:
{\displaystyle (\Omega ,{\mathcal {F}},({\mathcal {F}}_{t})_{t\geq 0},\mathbb {P} )}
σ-алгебра {\displaystyle {\mathcal {F}}_{t}} символизирует информацию, доступную к моменту времени {\displaystyle t}. Процесс {\displaystyle X} является адаптированным, если {\displaystyle X_{t}} измерим в данной σ-алгебре. Броуновское движение {\displaystyle B} в данном случае понимается как {\displaystyle {\mathcal {F}}_{t}}-броуновское, то есть стандартное броуновское движение, которое измеримо в {\displaystyle {\mathcal {F}}_{t}} и для которого {\displaystyle B_{t+s}-B_{t}} не зависит от {\displaystyle {\mathcal {F}}_{t}} для любых {\displaystyle s,t\geqslant 0}.

## Интегрирование относительно броуновского движения
По аналогии с интегралом Римана — Стилтьеса, интеграл Ито можно определить как предел по вероятности римановых сумм. Такой предел существует не для любой траектории.
Пусть {\displaystyle B} — винеровский процесс и пусть {\displaystyle H} — непрерывный слева, адаптированный и локально ограниченный случайный процесс. Если {\displaystyle \left\lbrace \pi _{n}\right\rbrace _{n\in \mathbb {N} }} — последовательность разбиений интервала {\displaystyle [0,t]}, сгущающихся при росте {\displaystyle n}, то интеграл Ито от {\displaystyle H} относительно {\displaystyle B} до времени {\displaystyle t} есть случайная величина, равная
{\displaystyle \int \limits _{0}^{t}H\,dB=\lim _{n\rightarrow \infty }\sum _{t_{i-1},t_{i}\in \pi _{n}}H_{t_{i-1}}(B_{t_{i}}-B_{t_{i-1}}),}
где предел берётся по вероятности. Можно показать, что этот предел существует, то есть определение корректно.
В некоторых приложениях (например, в теореме о представлении мартингала и определении локального времени) необходимо вычислять интегралы от разрывных процессов. Множество предсказуемых процессов является наименьшим семейством процессов, замкнутых относительно операции взятия предела последовательности, и содержит все адаптированные процессы, непрерывные слева. Если {\displaystyle H} — предсказуемый процесс, такой, что для любого неотрицательного {\displaystyle t}
{\displaystyle \int \limits _{0}^{t}H^{2}\,ds<\infty ,}
то можно определить интеграл от {\displaystyle H} относительно {\displaystyle B} и при этом {\displaystyle H} называется {\displaystyle B}-интегрируемым. Любой такой процесс можно приблизить последовательностью {\displaystyle H_{n}} адаптированных, непрерывных слева и локально ограниченных процессов в том смысле, что
{\displaystyle \int \limits _{0}^{t}(H-H_{n})^{2}\,ds\rightarrow 0}
по вероятности. Тогда интеграл Ито равен
{\displaystyle \int \limits _{0}^{t}H\,dB=\lim _{n\rightarrow \infty }\int \limits _{0}^{t}H_{n}\,dB}
где предел берётся по вероятности. Можно показать, что этот предел существует, то есть определение корректно.
Определённый таким образом стохастический интеграл удовлетворяет изометрии Ито, то есть выполняется равенство
{\displaystyle \mathbb {E} \left[\left(\int _{0}^{t}H_{s}\,dB_{s}\right)^{2}\right]=\mathbb {E} \left[\int _{0}^{t}H_{s}^{2}\,ds\right]}
для любого ограниченного процесса {\displaystyle H} или, в более общем случае, когда интеграл в правой части равенства конечен.

## Процесс Ито

Реализация процесса Ито при и, где — MHAT-вейвлет. Движение процесса Ито устойчиво вне области колебания вейвлета.

Процессом Ито называется адаптированный стохастический процесс, который можно представить в виде суммы интеграла относительно броуновского движения и интеграла относительно времени:
{\displaystyle X_{t}=X_{0}+\int \limits _{0}^{t}\sigma _{s}\,dB_{s}+\int \limits _{0}^{t}\mu _{s}\,ds.}
Здесь {\displaystyle B} — броуновское движение, {\displaystyle \sigma } — предсказуемый {\displaystyle B}-интегрируемый процесс, а {\displaystyle \mu } — процесс предсказуемый и интегрируемый по Лебегу, то есть
{\displaystyle \int \limits _{0}^{t}(\sigma _{s}^{2}+|\mu _{s}|)\,ds<\infty }
для любого {\displaystyle t}. Можно определить стохастический интеграл от процесса Ито:
{\displaystyle \int \limits _{0}^{t}H\,dX=\int \limits _{0}^{t}H_{s}\sigma _{s}\,dB_{s}+\int \limits _{0}^{t}H_{s}\mu _{s}\,ds.}
Данное выражение определено для любых локально ограниченных и предсказуемых подынтегральных функций. В более общей формулировке требуется, чтобы {\displaystyle H\sigma } была {\displaystyle B}-интегрируема, а {\displaystyle H\mu } — интегрируема по Лебегу, то есть
{\displaystyle \int _{0}^{t}(H^{2}\sigma ^{2}+|H\mu |)ds<\infty .}
Предсказуемые процессы {\displaystyle H}, удовлетворяющие этому условию, называются {\displaystyle X}-интегрируемыми, множество всех таких процессов обозначается {\displaystyle L(X)}.
Важным результатом, связанным с изучением процессов Ито, является лемма Ито. Простейший вариант её формулировки следующий: для любой функции {\displaystyle f\in C^{2}(\mathbb {R} )} и процесса Ито {\displaystyle X} процесс {\displaystyle f(X)} также является процессом Ито и выполняется равенство
{\displaystyle df(X_{t})=f^{\prime }(X_{t})\,dX_{t}+{\frac {1}{2}}f^{\prime \prime }(X_{t})\sigma _{t}^{2}\,dt.}
Данное выражение является стохастическим аналогом формулы замены переменной в интеграле и правила дифференцирования сложной функции. Оно отличается от классических формул наличием дополнительного слагаемого, включающего в себя вторую производную функции {\displaystyle f} и возникающего вследствие того, что квадратичная вариация броуновского движения не равна нулю.

## Полумартингалы как интеграторы
Интеграл Ито определяется относительно полумартингала {\displaystyle X}, то есть процесса, представимого в виде {\displaystyle X=M+A}, где {\displaystyle M} — локальный мартингал, {\displaystyle A} — процесс с конечной вариацией. Такими процессами являются, например, винеровский процесс (являющийся мартингалом), а также процессы с независимыми приращениями.
Для непрерывного слева, локального ограниченного и адаптированного процесса {\displaystyle H} существует интеграл {\displaystyle H\cdot X}, который может быть вычислен как предел римановых сумм. Пусть {\displaystyle \left\lbrace \pi _{n}\right\rbrace _{n\in \mathbb {N} }} — последовательность разбиений интервала {\displaystyle [0,t]}, сгущающихся при росте {\displaystyle n}. Тогда
{\displaystyle \int \limits _{0}^{t}H\,dX=\lim _{n\rightarrow \infty }\sum _{t_{i-1},t_{i}\in \pi _{n}}H_{t_{i-1}}(X_{t_{i}}-X_{t_{i-1}}),}
где предел берётся по вероятности.
Определение стохастического интеграла для процессов, непрерывных слева, достаточно общо для применения в большинстве задач стохастического исчисления, например, в приложениях леммы Ито, при замене меры по теореме Гирсанова и при изучении стохастических дифференциальных уравнений. Тем не менее, такое определение оказывается неподходящим для других важных тем, таких как теорема о представлении мартингала и изучение локальных времён.
Понятие интеграла можно единственным образом обобщить для всех предсказуемых и локально ограниченных подынтегральных функций, так, что будут выполняться условия теоремы о мажорируемой сходимости. Если {\displaystyle H_{n}\to H} и {\displaystyle |H_{n}|\leqslant J} для некоторого локально ограниченного процесса {\displaystyle J}, то
{\displaystyle \int _{0}^{t}H_{n}\,dX\to \int _{0}^{t}H\,dX}
по вероятности. Единственность обобщения является следствием теоремы о монотонных классах.
В общем случае стохастический интеграл {\displaystyle H\cdot X} может быть определён даже если предсказуемый процесс {\displaystyle H} не является локально ограниченным. Процессы {\displaystyle K=1/(1+|H|)} и {\displaystyle KH} являются ограниченными. Ассоциативность стохастического интегрирования влечёт за собой {\displaystyle X}-интегрируемость {\displaystyle H}, причём {\displaystyle H\cdot X=Y} тогда и только тогда, когда {\displaystyle Y_{0}=0} и {\displaystyle K\cdot Y=(KH)\cdot X}.

## Свойства
Стохастический интеграл обладает следующими свойствами.
- Стохастический интеграл есть случайный процесс, являющийся элементом пространства Скорохода[англ.]. Более того, стохастический интеграл есть полумартингал.

- Разрывы стохастического интеграла возникают при умножении имеющего скачки интегратора и подынтегральной функции. Скачок процесса, являющегося элементом пространства Скорохода, в момент времени {\displaystyle t} равен {\displaystyle X_{t}-X_{t-}} и часто обозначается {\displaystyle \Delta X_{t}}. Тогда

{\displaystyle \Delta (H\cdot X)=H\Delta X.}
Отсюда, в частности, следует, что интеграл относительно непрерывного процесса также непрерывен.
- Ассоциативность. Пусть {\displaystyle J} и {\displaystyle K} — предсказуемые процессы и {\displaystyle K} является {\displaystyle X}-интегрируемым. Тогда {\displaystyle J} является {\displaystyle (K\cdot X)}-интегрируемым тогда и только тогда, когда {\displaystyle JK} является {\displaystyle X}-интегрируемым и в таком случае

{\displaystyle J\cdot (K\cdot X)=(JK)\cdot X}
- Мажорируемая сходимость. Пусть {\displaystyle H_{n}\to H} и пусть {\displaystyle |H_{n}|\leqslant J} для некоторого {\displaystyle X}-интегрируемого процесса {\displaystyle J}. Тогда {\displaystyle H_{n}\cdot X\to H\cdot X} по вероятности при любом {\displaystyle t}. На компактных множествах сходимость будет равномерной.

- Стохастический интеграл коммутирует с операцией вычисления квадратичной ковариации. Если {\displaystyle X} и {\displaystyle Y} — полумартингалы, то любой {\displaystyle X}-интегрируемый процесс будет также {\displaystyle [X,Y]}-интегрируемым и {\displaystyle [H\cdot X,Y]=H\cdot [X,Y]}. Отсюда следует, что процесс квадратичной вариации стохастического интеграла равен интегралу от процесса квадратичной вариации:

{\displaystyle [H\cdot X]=H^{2}\cdot [X]}

## Интегрирование по частям
Так же как и в классическом анализе, в стохастическом исчислении важным результатом является формула интегрирования по частям. Формула для интеграла Ито отличается от формулы для интеграла Римана — Стилтьеса дополнительного слагаемого, равного квадратичной ковариации. Оно появляется в связи с тем, что в исчислении Ито изучаются процессы с ненулевой квадратичной вариацией, каковыми являются только процессы с бесконечной вариацией, такие как, например, броуновское движение. Если {\displaystyle X} и {\displaystyle Y} — полумартингалы, то
{\displaystyle X_{t}Y_{t}=X_{0}Y_{0}+\int \limits _{0}^{t}X_{s-}\,dY_{s}+\int \limits _{0}^{t}Y_{s-}\,dX_{s}+[X,Y]_{t},}
где {\displaystyle [X,Y]} — процесс квадратичной ковариации.

## Лемма Ито
Лемма Ито является аналогом формулы дифференцирования сложной функции или формулы замены переменной в интеграле для стохастического интеграла Ито и одним из самых мощных и наиболее часто используемых результатов стохастического исчисления.
Пусть {\displaystyle X=(X^{1},\ldots ,X^{n})} — {\displaystyle n}-мерный полумартингал и пусть {\displaystyle f} — дважды гладкая функция из {\displaystyle \mathbb {R} ^{n}} в {\displaystyle \mathbb {R} }. Тогда {\displaystyle f(X)} тоже является полумартингалом и
{\displaystyle df(X_{t})=\sum _{i=1}^{n}f_{i}(X_{t})\,dX_{t}^{i}+{\frac {1}{2}}\sum _{i,j=1}^{n}f_{i,j}(X_{t})\,d[X^{i},X^{j}]_{t}.}
Эта формула отличается от классического правила цепочки наличием квадратичной ковариации {\displaystyle [X^{i},X^{j}]}. Формулу можно обобщить на случай разрывных полумартингалов добавлением слагаемого, соответствующего скачкам и обеспечивающего непрерывность.

## Мартингалы-интеграторы

### Локальные мартингалы
Важным свойством интеграла Ито является сохранение свойства локальности мартингалов. Если {\displaystyle M} — локальный мартингал, а {\displaystyle H} локально ограниченный предсказуемый процесс, то интеграл {\displaystyle H\cdot M} тоже будет локальным мартингалом. Можно привести примеры, когда {\displaystyle H\cdot M} не является локальным для подынтегральных процессов, не являющихся локально ограниченными, однако, такое может произойти только если {\displaystyle M} разрывен. Если {\displaystyle M} — непрерывный локальный мартингал, то предсказуемый процесс {\displaystyle H} {\displaystyle M}-интегрируем тогда и только тогда, когда
{\displaystyle \int \limits _{o}^{t}H^{2}\,d[M]<\infty }
для любого {\displaystyle t} и {\displaystyle H\cdot M} всегда является локальным мартингалом.
Самое общее утверждение разрывного локального мартингала {\displaystyle M} формулируется следующим образом: если процесс {\displaystyle {\sqrt {H^{2}\cdot [M]}}} локально интегрируем, то интеграл {\displaystyle H\cdot M} существует и является локальным мартингалом.

### Мартингалы, интегрируемые с квадратом
Для ограниченных подынтегральных процессов стохастический интеграл Ито сохраняет пространство мартингалов, интегрируемых с квадратом, то есть мартингалов {\displaystyle M}, принадлежащих пространству Скорохода и удовлетворяющих свойству
{\displaystyle \mathbb {E} \left(M_{t}^{2}\right)<\infty }
для любых {\displaystyle t}. Для любого такого мартингала {\displaystyle M} процесс квадратичной вариации {\displaystyle [M]} интегрируем и выполняется изометрия Ито:
{\displaystyle \mathbb {E} \left[(H\cdot M_{t})^{2}\right]=\mathbb {E} \left[\int _{0}^{t}H^{2}\,d[M]\right].}
Данное равенство выполняется и в более общем случае — для любого мартингала {\displaystyle M}, такого, что процесс {\displaystyle H^{2}\cdot [M]_{t}} интегрируем. Изометрия Ито часто используется в качестве важного этапа построения стохастического интеграла. Можно определить {\displaystyle H\cdot M} как единственное расширение изометрии Ито с определённого класс простых подынтегральных процессов на случай всех ограниченных и предсказуемых процессов.

### p{\displaystyle p}-интегрируемые мартингалы
Для любого {\displaystyle p>1} и любого ограниченного предсказуемого подынтегрального процесса стохастический интеграл сохраняет пространство {\displaystyle p}-интегрируемых мартингалов, то есть мартингалов {\displaystyle M}, принадлежащих пространству Скорохода, для которых
{\displaystyle \mathbb {E} \left(|M_{t}|^{p}\right)<\infty }
для любых {\displaystyle t}. Для случая {\displaystyle p=1} это не всегда так: можно привести примеры интегралов от ограниченных предсказуемых процессов относительно мартингалов, не являющихся мартингалами.
Максимум процесса {\displaystyle M} из пространства Скорохода обозначается как {\displaystyle M_{t}^{*}=\sup _{s\leqslant t}|M_{s}|}. Для любого {\displaystyle p\geqslant 1} и любого ограниченного предсказуемого подынтегрального процесса стохастический интеграл сохраняет пространство мартингалов {\displaystyle M} из пространства Скорохода, таких, что
{\displaystyle \mathbb {E} \left(\left(M_{t}^{*}\right)^{p}\right)<\infty }
для любых {\displaystyle t}. Из неравенства Дуба следует, что при {\displaystyle p>1} данное пространство совпадает с пространством {\displaystyle p}-интегрируемых мартингалов.
Согласно неравенствам Буркхольдера — Дэвиса — Ганди, для любого {\displaystyle p\geqslant 1} существуют положительные константы {\displaystyle c} и {\displaystyle C}, зависящие только от {\displaystyle p}, такие, что для любого мартингала {\displaystyle M}, локально принадлежащего пространству Скорохода, выполняется
{\displaystyle c\mathbb {E} \left[[M]_{t}^{\frac {p}{2}}\right]\leq \mathbb {E} \left[(M_{t}^{*})^{p}\right]\leq C\mathbb {E} \left[[M]_{t}^{\frac {p}{2}}\right].}
С помощью этих соотношений можно показать, что если {\displaystyle \left(M_{t}^{*}\right)^{p}} интегрируем и если {\displaystyle H} — ограниченный предсказуемый процесс, то
{\displaystyle \mathbb {E} \left[((H\cdot M)_{t}^{*})^{p}\right]\leq C\mathbb {E} \left[(H^{2}\cdot [M]_{t})^{\frac {p}{2}}\right]<\infty }
и, как следствие, {\displaystyle H\cdot M} — {\displaystyle p}-интегрируемый мартингал. Данное утверждение остаётся верным и в более общем случае, когда процесс {\displaystyle \left(H^{2}\cdot [M]\right)^{p/2}} интегрируем.